# Rolf Hjernøe
Rolf Hjernøe (født 25. august 1940, død 9. november 2017)) var en dansk fodboldtræner, der i 1977 blev kåret som Årets træner i Danmark.
Rolf Hjernøe begyndte som ungdomstræner i AGF. I 1976 blev han træner for IK Skovebakken i 3. division, som han i løbet af to sæsoner førte frem til den bedste række. IK Skovbakken opnåede i 1978 klubbens bedste placering nogensinde med en niendeplads i 1. division.
I august 1979 forlod Rolf Hjernøe IK Skovbakken, da holdet efter 18 runder lå sidst i 1. division. Efter nogle år som træner for Horsens FS vendte han i 1984 tilbage til IK Skovbakken, som det år rykkede op i 2. division. Han forlod dog klubben, da det endte med nedrykning igen i 1986.
I erhvervslivet var Rolf Hjernøe reklamechef inden for ure- og brillebranchen. Han var tvillingebror til grafikeren Finn Hjernøe og bror til den to år ældre forfatter Leif Hjernøe.